# Chiesa di San Pietro Apostolo (Sasso Marconi)
La chiesa di San Pietro Apostolo, detta anche, più semplicemente, chiesa di San Pietro, oppure santuario della Madonna del Sasso, è la parrocchiale di Sasso Marconi, in città metropolitana e arcidiocesi di Bologna; fa parte del vicariato delle Valli del Reno, Lavino e Samoggia.

## Storia
La primitiva cappella di Sasso, intitolata a Maria Vergine e a Dio Onnipotente, venne costruita nel 1283 grazie all'interessamento del frate Giovanni da Panico, come ricordato da un'epigrafe, in seguito distrutta, che riportava la scritta "Ad honorem Dei omnipotentis et beate Marie Virginis hec ecclesia facta est anno Domini MCCLXXXIII indictione undicesima per fratrem Johannem de Panico".

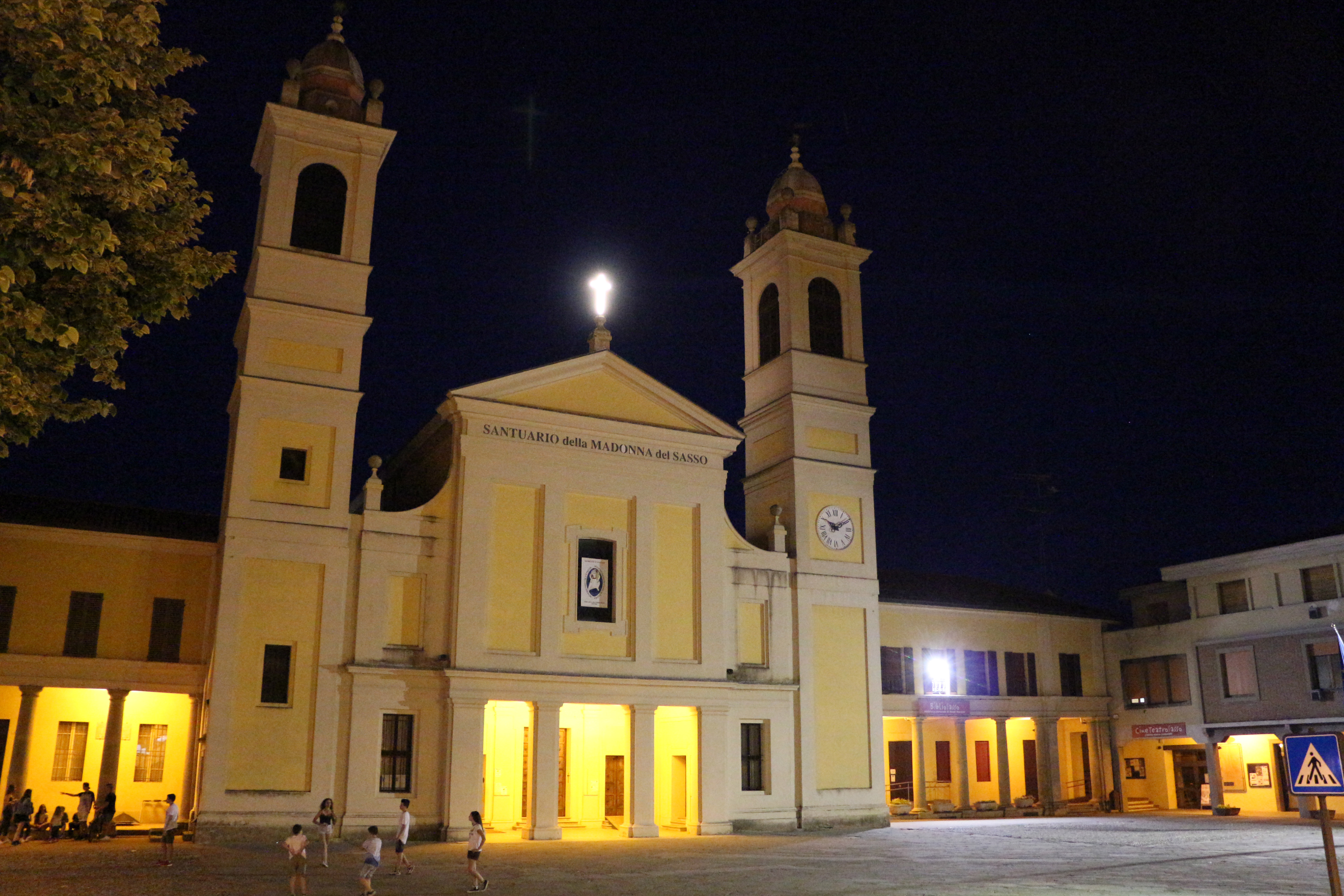
La chiesa di notte

Accanto a questo oratorio sorse un ospedale, per il restauro del quale l'11 gennaio 1303 il Consiglio del Popolo di Bologna deliberò lo stanziamento di cento lire; probabilmente questo ospitale fu distrutto nel 1305 da una rovinosa frana, dato che non se ne fa più menzione in scritti posteriori.
Nel 1379 la chiesetta fu resa filiale della parrocchiale di Castel del Vescovo, in modo tale che il reddito dell'oratorio, pari a 10 lire, potesse servire come sostentamento per il curato castellano.
Da un atto datato 13 agosto 1457 s'apprende che presso la chiesetta del Sasso risiedeva un eremita che svolgeva il ruolo di rettore, il quale veniva nominato dal pievano di Panico; venti anni dopo, nel 1477 il senatore Nicola Sanuti ricevette il giuspatronato della cappella.
Nel 1543 il vescovo ausiliare di Bologna Agostino Zanetti, compiendo la sua visita, trovò che la chiesetta era sempre dipendente dalla parrocchia di Castel del Vescovo e che il suo cappellano don Marcantonio Rossi in realtà neanche risiedeva in paese; nel 1555, invece, come rettore dell'oratorio fu trovato l'abruzzese don Teodosio Prati, che si prendeva cura con grande sollecitudine dell'edificio e della comunità. Nel 1573, invece, come si legge negli atti relativi alla visita apostolica di quell'anno, risulta che fosse in previsione la costruzione della sacrestia.
All'inizio del 1787 crollò parte del soffitto; dopo due perizie condotte dagli esperti Giacomo Dotti, Francesco Rossi e Francesco Maria Tadolini, il 19 aprile successivo fu decretato lo sgombero della chiesa e la sacra immagine mariana che vi era contenuta venne traslata nell'oratorio della Concezione della Vergine, annesso a villa Ranuzzi.
Il 15 agosto 1802 iniziarono i lavori per il nuovo santuario sassese, che sarebbe sorto in un luogo diverso rispetto alla precedente cappella; l'edificio fu aperto ufficialmente al culto il 18 settembre 1831 dal cardinale Carlo Oppizzoni, arcivescovo di Bologna. Nel 1881, siccome la vecchia chiesa di Castel del Vescovo era insufficiente a soddisfare le esigenze dei fedeli, la parrocchialità fu trasferita presso il santuario, che era più capiente e che l'11 marzo dell'anno successivo fu elevato al titolo di arcipretale. Sul finire del XIX secolo venne eretto il campanile, il cui progetto originale, redatto dall'architetto Venturoli, fu poi modificato da Giuseppe Ceri.
Nel marzo del 1945 il santuario fu totalmente distrutto dai bombardamenti anglo-americani e così i fedeli dovettero tornare a servirsi della vecchia parrocchiale di Castello; la costruzione della nuova chiesa di Sasso, promossa da don Cavara, ebbe inizio il 12 maggio 1949. L'edificio entrò in funzione il 30 luglio 1950 con la sua apertura al culto, anche se poté dirsi totalmente completato solo nel 1951, essendo poi consacrato l'8 agosto del medesimo anno dal cardinale Giovanni Battista Nasalli Rocca di Corneliano, arcivescovo di Bologna.

In seguito, l'edificio venne ristrutturato nel 1982 e poi nuovamente all'inizio del XXI secolo.

## Descrizione

### Esterno
La facciata della chiesa, suddivisa in due registri da una cornice marcapiano, è costituita da un corpo centrale più avanzato, che presenta nell'ordine inferiore un portico caratterizzato da pilastri tuscanici e in quello superiore, coronato dal timpano triangolare, una finestra e delle lesene; ai lati si sviluppano due ali minori, sulle quali si aprono altrettante finestre, raccordate alla parte centrale tramite due volute.
Affiancati alla chiesa sono il campanile e la torre civica, che hanno un'architettura molto simile, anche se il primo è caratterizzato dalla presenza sul prospetto anteriore di due finestrelle, a differenza della seconda su cui campeggia un orologio.

### Interno
L'interno della chiesa si compone di un'unica navata di forma rettangolare voltata a botte, sulla quale si affacciano per ogni lato tre cappelle, abbellite da paraste, e le cui pareti sono scandite da lesene incornicianti le già menzionate cappelle; al termine dell'aula si sviluppa il presbiterio, sopraelevato di uno scalino e coperto anch'esso da una volta a botte.